# Argina
Argina – wieś w Armenii, w prowincji Armawir. W 2011 roku liczyła 534 mieszkańców.